# Kalle Stropp och Grodan Boll på svindlande äventyr
Kalle Stropp och Grodan Boll på svindlande äventyr este un film de animație suedez din 1991.